# Adrienne Lombard
Adrienne Lombard, född 16 oktober 1931 i Uppsala, död 18 maj 1994 i Smygehamn, var en svensk skådespelare och regissör.

## Biografi
Efter studentexamen i Lund 1951 studerade hon vid Kulturskolan i Lund 1951–1953. Därefter följde studier vid Gösta Terserus teaterskola 1954. Hon var sedan engagerad vid bland annat Pionjärteatern 1954, Wasa Teater 1954–1955 och Folkan 1956 innan hon antogs som elev vid Dramatens elevskola 1958–1961. 1962–1965 var hon engagerad vid Norrköping-Linköping stadsteater, och 1965–1970 vid Malmö stadsteater.

## Familj
Lombard var dotter till språkprofessor Alf Lombard och hans hustru Margit Lombard, född Lidvall. Hon var syster till skådespelaren Yvonne Lombard och regionchef Stefan Lombard. Mellan 1955 och 1964 var hon gift med violinisten Johan Åkesson, med vilken hon fick dottern Malin 1957.
Adrienne Lombard är begravd på Djursholms begravningsplats.

## Filmografi
| År   | Roll  | Titel                               | Noter   |
| ---- | ----- | ----------------------------------- | ------- |
| 1966 | Fiken | Andersson, Pettersson och Lundström |         |
| 1980 | Adele | Mörker och blåbärsris               | TV-film |

## Teater

### Roller (ej komplett)
| År   | Roll               | Produktion                                                                              | Regi                 | Teater                           |
| ---- | ------------------ | --------------------------------------------------------------------------------------- | -------------------- | -------------------------------- |
| 1953 | Skomakarhustrun    | Den galanta skomakarhustrun Federico García Lorca                                       | Lennart Olsson       | Lilla teatern, Lund              |
| 1954 |                    | Lyckliga dagar Claude-André Puget                                                       | Lars-Erik Liedholm   | Pionjärteatern                   |
| 1955 |                    | Don Quijote – Riddaren av den sorgliga skepnaden Wulf Leisner                           | Lars-Erik Liedholm   | Teatern i Gamla stan             |
| 1959 | Tana Tana          | Krukan Luigi Pirandello                                                                 | Nils Olsén           | Dramaten                         |
| 1960 | Övrig medverkande  | Hamlet William Shakespeare                                                              | Alf Sjöberg          | Dramaten                         |
| 1960 | Pigan              | Till Damaskus, del I August Strindberg                                                  | Olof Molander        | Dramaten                         |
| 1960 | Kate Halling       | På tre man hand Jens Locher                                                             | Gösta Terserus       | Parkteatern                      |
| 1960 | Ropeen             | Gisslan Brendan Behan                                                                   | Per-Axel Branner     | Dramaten                         |
| 1961 |                    | De löjliga preciöserna Molière                                                          | Bernhard Krook       | Parkteatern                      |
| 1961 | Dolores            | Yerma Federico García Lorca                                                             | Bengt Ekerot         | Dramaten                         |
| 1962 |                    | Råttfällan Agatha Christie                                                              | Jerk Liljefors       | Riksteatern                      |
| 1962 |                    | Den tappre soldaten Svejk (Osudy dobrého vojáka Švejka za světové války) Jaroslav Hašek | Åke Falck            | Skansenteatern                   |
| 1962 | Guillemette        | Advokaten Patelin David Augustin de Brueys och Jean de Palaprat                         | Lars Gerhard Norberg | Norrköping-Linköping stadsteater |
| 1962 | Gerd               | Loppmarknad Tore Zetterholm och Olle Adolphson                                          | John Zacharias       | Norrköping-Linköping stadsteater |
| 1963 | Antoinette Sevigné | Tokan Marcel Achard                                                                     | Bertil Norström      | Norrköping-Linköping stadsteater |
| 1963 | Prinsessan Marie   | Min syster och jag Ralph Benatzky                                                       | Jackie Söderman      | Norrköping-Linköping stadsteater |
| 1963 | Barney             | Kvinna i morgonrock Ted Willis                                                          | John Zacharias       | Norrköping-Linköping stadsteater |
| 1963 | Belinda Sidney     | Ögon till att se Peter Shaffer                                                          | Lars Barringer       | Norrköping-Linköping stadsteater |
| 1964 | Lina Rose          | Fysikerna Friedrich Dürrenmatt                                                          | Lars Barringer       | Norrköping-Linköping stadsteater |
| 1964 | Annina             | La Traviata Giuseppe Verdi och Francesco Maria Piave                                    | Sture Ericson        | Norrköping-Linköping stadsteater |
| 1964 | Félicité           | Grop åt andra Pierre-Aristide Bréal                                                     | Lars Barringer       | Norrköping-Linköping stadsteater |
| 1964 | Maria              | Trettondagsafton, eller Vad ni vill William Shakespeare                                 | John Zacharias       | Norrköping-Linköping stadsteater |
| 1965 | Vivie              | Mrs Warrens yrke George Bernard Shaw                                                    | Sture Ericson        | Norrköping-Linköping stadsteater |
| 1965 | Hortense           | Boy Friend Sandy Wilson                                                                 | Lars Barringer       | Norrköping-Linköping stadsteater |
| 1965 |                    | Lyckliga draken Gabriel Cousin                                                          | Josef Halfen         | Malmö stadsteater                |
| 1965 |                    | Karmelitersystrarna Georges Bernanos                                                    | Andris Blekte        | Malmö stadsteater                |
| 1966 |                    | Adam och Vera i Blackeberg Bo Sköld                                                     | Eva Sköld            | Malmö stadsteater                |
| 1966 |                    | Orkestern Jean Anouilh                                                                  | Eva Sköld            | Malmö stadsteater                |
| 1966 |                    | Mordet på Marat Peter Weiss                                                             | Jan Lewin            | Malmö stadsteater                |
| 1967 |                    | Klas Klättermus Thorbjørn Egner                                                         | Per Siwe             | Malmö stadsteater                |
| 1967 |                    | Å vilken härlig fred! Hans Alfredson och Tage Danielsson                                | Jan Lewin            | Malmö stadsteater                |
| 1968 |                    | Kvinnorna från Shanghai eller Ett fall av hjärntvätt Tore Zetterholm                    | Per Siwe             | Malmö stadsteater                |
| 1968 |                    | Man vet inte hur Luigi Pirandello                                                       | Richard Bark         | Malmö stadsteater                |
| 1968 |                    | Trojanskorna Euripides                                                                  | Eva Sköld            | Malmö stadsteater                |
| 1969 |                    | Alla har trädgård Edward Albee                                                          | Lennart Olsson       | Malmö stadsteater                |
| 1969 |                    | Fan ska vara teaterdirektör August Blanche                                              | Per Siwe             | Malmö stadsteater                |
| 1969 |                    | Drömmen om Amerika Joe Hill                                                             | Lennart Olsson       | Malmö stadsteater                |
| 1970 |                    | Clownen Beppo Else Fisher                                                               | Richard Bark         | Malmö stadsteater                |
| 1970 |                    | Tolvskillingsoperan Bertolt Brecht och Kurt Weill                                       | Lennart Olsson       | Malmö stadsteater                |

## Radioteater

### Roller
| År   | Roll                 | Produktion                 | Regi           |
| ---- | -------------------- | -------------------------- | -------------- |
| 1967 | Fröken Birgit Brandt | Efter fem år Folke Mellvig | Lennart Olsson |